# Wellenmaschine
Eine Wellenmaschine dient zur Erzeugung von künstlichen Wasserwellen. Es gibt Wellenmaschinen zur Erzeugung von laufenden Wellen (Einsatz in Wellenbädern, zur Aquagymnastik, Schwimmausbildung oder zur physikalischen Therapie) und Wellenmaschinen zur Erzeugung von regelmäßigen, stationären Wellen (Wellenreiten). Außerdem werden Wellenmaschinen in Schlepptanks und Seegangsbecken von Schiffbau-Versuchsanstalten verwendet, um künstlichen Seegang zu erzeugen.

## Erzeugung laufender Wellen

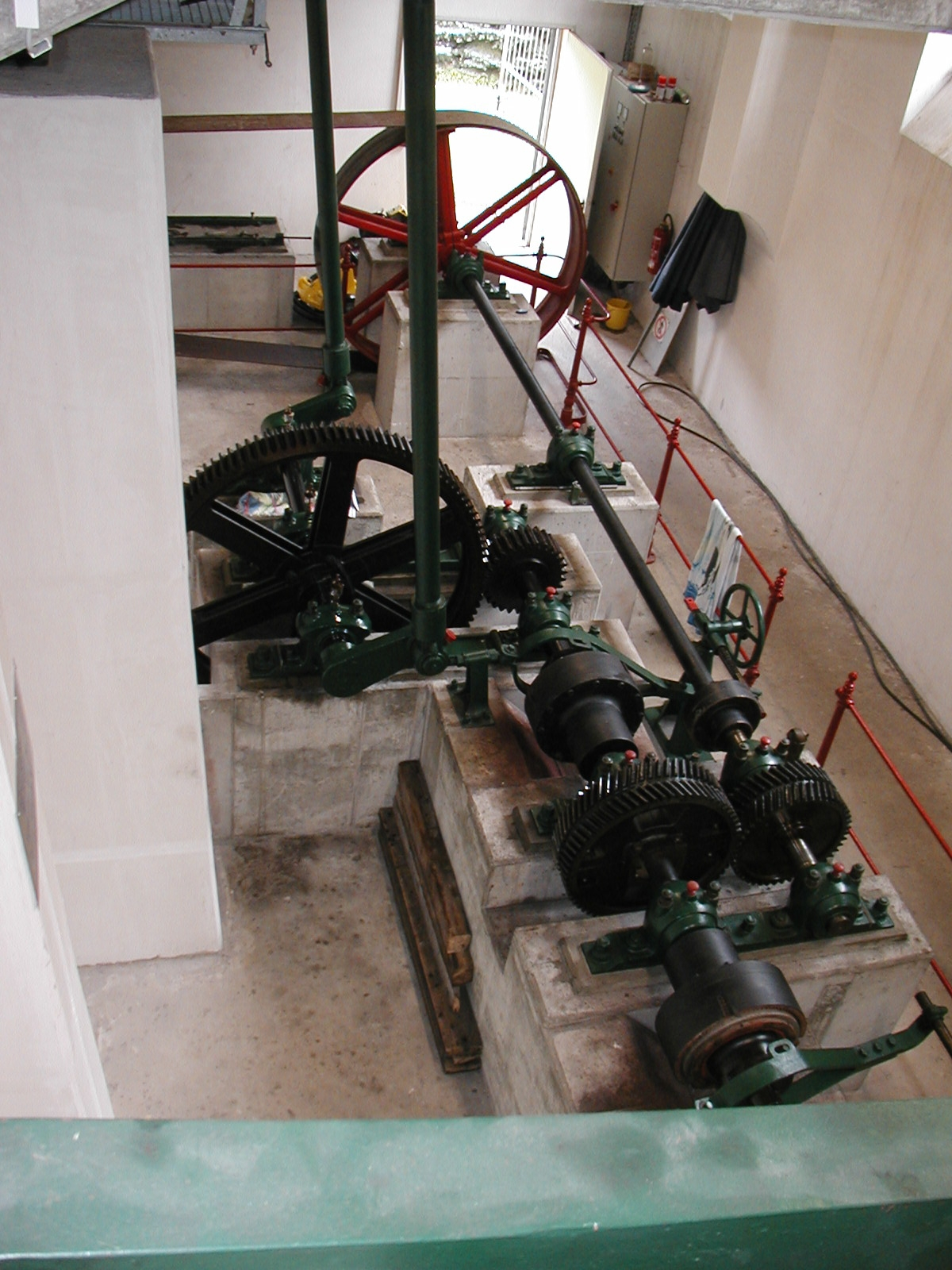
Antrieb der Undosa-Wellenmaschine. Die Antriebszahnräder für die Kurbelwellen (zwei Kurbelschwingen je Wellenkasten) der beiden Wellenkästen unterscheiden sich in einem Zahn. Dadurch muss der Antrieb nur alle drei Minuten beide Wellenkästen gleichzeitig nach unten drücken. Wenn beide Wellenkästen gegenläufig bewegt werden, sind die Wellen außen am höchsten.

Auf der tiefen Seite eines Wasserbeckens wird durch Verdrängungskörper, Schwingflügel, Kolben oder Luftdruck rhythmisch Wasser verdrängt. Durch einen Spalt im unteren Teil des Beckens wird dann das Wasser in den Badebereich gedrückt. Dort entstehen die Wellen, die zum flacher werdenden Teil des Beckens auslaufen und durch den Wellenüberschlag die von Meeresküsten bekannten Brandungsgeräusche erzeugen. 

### Geschichte
An der östlichen Spitze der Berliner Lohmühleninsel wurde 1849 eine Schwimmanstalt an der Spree errichtet, in der eine Dampfmaschine künstliche Wellen erzeugte. Eugen Sachse, der Erfinder von Unterwasserlichtern für Taucher, übernahm die Anlage 1877. Seitdem trug sie den Namen: Sachsesches Dampf-Wellenbad vor dem Schlesischen Thore.  Das Bad schloss 1920.
1905 entstand am Starnberger See das Undosa-Wellenbad. Es war das erste Bad in Deutschland, das Wellenschlag (deshalb „echte Wellen“) durch eine Wellenmaschine erzeugte. 1921 wurde das Wellenbad geschlossen und die Wellenmaschine abgebaut. 
Die Internationale Hygiene-Ausstellung Dresden 1911 zeigte eine Wellenmaschine Marke Undosa der Dresdner Firma Wayss & Freytag und ihres Erfinders Hermann Recknagel, Heizungsbauingenieur (Berlin). Diese Maschine wurde am 28. Juni 1912 im Bilzbad in Kötzschenbroda Oberort installiert, 1997/98 rekonstruiert, kann als Technisches Denkmal besichtigt werden und wird heute noch regelmäßig benutzt. 

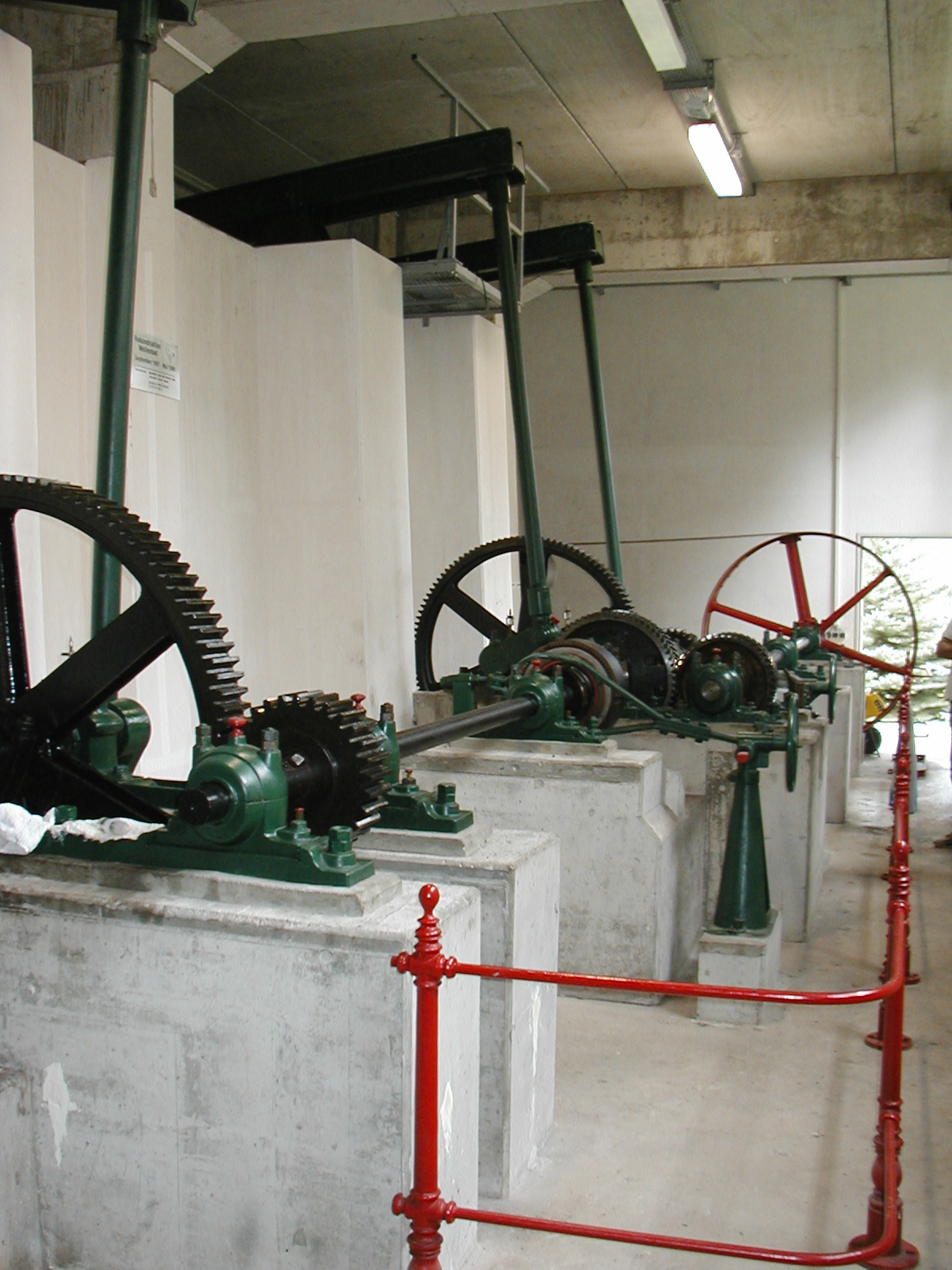
Antrieb der Undosa-Wellenmaschine
Hinweisschild zur Undosa-Wellenmaschine
Original-Undosa-Wellenkasten aus Holz
Metall-Wellenkasten nach der Rekonstruktion 1998

Geografische Lage: 51° 7′ 22,3″ N, 13° 38′ 52″ O

## Erzeugung regelmäßiger, stationärer Wellen
Die amerikanische Firma Waveloch baut Flowrider-Wellenmaschinen, bei denen ein dünner Wasserfilm mit hoher Geschwindigkeit über einen mit schaumstoffartigem Guss überzogenen Wellenkörper gespritzt wird, wodurch sich eine regelmäßige, stationäre Welle bildet.
Im deutschsprachigen Raum befinden sich Flowrideranlagen im Alpamare in Bad Tölz (2015 geschlossen) sowie im Gezeitenland auf Borkum.